# Noël Dejonckheere
Noël Dejonckheere (* 23. April 1955 in Lendelede; † 29. Dezember 2022 in Izegem) war ein belgischer Radrennfahrer und Teammanager.

## Werdegang
1973 wurde Noël Dejonckheere belgischer Juniorenmeister im Punktefahren, 1978 in München Weltmeister der Amateure in derselben Disziplin.
Von 1979 bis 1988 war Dejonckheere als Profi aktiv und stand in den meisten Jahren beim spanischen Team Teka unter Vertrag. Dreimal gewann er das Eintagesrennen Trofeo Luis Puig und ist damit gemeinsam mit Erik Zabel Rekordsieger dieses Rennens. Er startete bei allen Grand Tours und konnte zahlreiche Etappensiege erringen. So gewann er insgesamt sechs Etappen bei der Vuelta a España, zehn Etappen der Valencia-Rundfahrt sowie sieben Etappen der Andalusien-Rundfahrt.
Dejonckheere fuhr auch acht Sechstagerennen, von denen er eins 1983 in Madrid mit Josef Kristen gewann.
Nach seinem Rückzug aus dem Peloton war Dejonckheere in leitender Funktion bei 7-Eleven/Motorola und bei BMC Racing tätig und leitete zudem das U23-Entwicklungsprogramm von USA Cycling (USAC) in Belgien. Nach rund acht Jahren wurde er Direktor des USAC-Entwicklungsprogramms in Belgien. Ein Jahrzehnt lang leitete er die U23-Programme und führte das Haus des Nationalteams in Izegem. Im Jahr 2010 verließ er den US-amerikanischen Verband und wechselte zum BMC-Profiteam als European Operations Manager Sportlicher Leiter. Diese Funktion hatte er sieben Jahre lang inne.
Noël Dejonckheere starb am 29. Dezember 2022 nach langer Krankheit im Alter von 67 Jahren.

## Erfolge

### Straße
1977
- eine Etappe Red Zinger Classic

1978
- zwei Etappen Red Zinger Classic

1979
- zwei Etappen Vuelta a España
- fünf Etappen Valencia-Rundfahrt
- eine Etappe Deutschland-Rundfahrt
- eine Etappe Mittelmeer-Rundfahrt
- zwei Etappen Kantabrien-Rundfahrt
- eine Etappe GP Leganes
- zwei Etappen Costa del Azahar

1980
- eine Etappe Aragon-Rundfahrt
- eine Etappe Paris–Nizza
- zwei Etappen Valencia-Rundfahrt
- zwei Etappen Andalusien-Rundfahrt
- eine Etappe Mittelmeer-Rundfahrt
- eine Etappe Mallorca-Rundfahrt

1981
- Trofeo Luis Puig
- zwei Etappen Valencia-Rundfahrt
- eine Etappe Vuelta a La Rioja

1982
- eine Etappe Deutschland-Rundfahrt
- eine Etappe Ruota d’Oro

1983
- eine Etappe Vuelta a España
- Trofeo Luis Puig
- zwei Etappen Andalusien-Rundfahrt
- eine Etappe Katalonien-Rundfahrt
- eine Etappe Kantabrien-Rundfahrt
- eine Etappe Coors Classic
- eine Etappe Costa del Azahar

1984
- drei Etappen Vuelta a España
- Trofeo Luis Puig
- eine Etappe Paris–Nizza
- eine Etappe Valencia-Rundfahrt
- eine Etappe Andalusien-Rundfahrt
- Ronde van Limburg

1985
- zwei Etappen Aragon-Rundfahrt
- eine Etappe Galicien-Rundfahrt
- zwei Etappen Burgos-Rundfahrt
- eine Etappe Kantabrien-Rundfahrt
- eine Etappe Vuelta a Castilla y León
- eine Etappe Kantabrien-Rundfahrt

1987
- eine Etappe Andalusien-Rundfahrt
- zwei Etappen Murcia-Rundfahrt

1988
- eine Etappe Andalusien-Rundfahrt

### Bahn
1973
- Belgischer Junioren-Meister – Punktefahren

1978
- Amateur-Weltmeister – Punktefahren

1983
- Sechstagerennen Madrid (mit Josef Kristen)

## Grand Tour-Platzierungen
| Grand Tour            | 1979 | 1980 | 1981 | 1982 | 1983 | 1984 | 1985 | 1986 | 1987 | 1988 |
| --------------------- | ---- | ---- | ---- | ---- | ---- | ---- | ---- | ---- | ---- | ---- |
| Vuelta a EspañaVuelta | 63   | –    | –    | –    | DNF  | 74   | 94   | –    | –    | DNF  |
| Giro d’ItaliaGiro     | –    | –    | –    | 100  | –    | –    | –    | –    | –    | –    |
| Tour de FranceTour    | –    | –    | DNF  | –    | –    | DNF  | –    | –    | –    | –    |